# Kožuchovce
Kožuchovce – wieś (obec) na Słowacji położona w kraju preszowskim, w powiecie Stropkov. Pierwsze wzmianki o miejscowości pochodzą z roku 1618.
W Kožuchovcach znajdowała się drewniana cerkiew greckokatolicka św. Mikołaja wzniesiona w 1741. Po wybudowaniu nowej murowanej świątyni została w 1927 przeniesiona do muzeum w Koszycach.
Według danych z dnia 31 grudnia 2012, wieś zamieszkiwało 68 osób, w tym 33 kobiety i 35 mężczyzn.
W 2001 roku pod względem narodowości i przynależności etnicznej wieś zamieszkiwało 70,15% Słowaków oraz 29,85% Rusinów.
Ze względu na wyznawaną religię struktura mieszkańców kształtowała się w 2001 roku następująco:
- Katolicy rzymscy – 1,49%
- Grekokatolicy – 94,03%
- Prawosławni – 2,99%
- Ateiści – 1,49%